# Micropholis emarginata
Espèce
Statut de conservation UICN

 EN B1+2c : En danger
Classification phylogénétique
Micropholis emarginata est une espèce de plantes à fleurs de la famille des Sapotaceae. C'est un arbuste originaire du Brésil.

## Description
C'est un arbuste.

## Répartition
L'espèce est endémique des massifs gréseux dans l'état de Bahia au Brésil.

## Conservation
L'espèce est menacée par la coupe en tant que bois de chauffage.